# Leucocharis loyaltiensis
Leucocharis loyaltiensis је пуж из реда Stylommatophora и фамилије Orthalicidae.

## Угроженост
Ова врста је изумрла, што значи да нису познати живи примерци.

## Распрострањење
Нова Каледонија је једино природно станиште ове врсте.

## Станиште
Врста Leucocharis loyaltiensis има станиште на копну.